# Fontaine Désirée
La fontaine Désirée est un monument hydraulique dans la forêt de Fontainebleau, en France.

## Situation et accès
La fontaine est située dans le parcours du sentier Denecourt no 2, près de la route Tournante-du-Fort-des-Moulins, sur le territoire de la commune de Fontainebleau, dans la forêt du même nom, et plus largement au sud-ouest du département de Seine-et-Marne.

## Histoire

### Contexte
Après la révolution de Juillet, une mutation a lieu entre différents conservateurs forestiers. Par ailleurs, durant les séjours de la Cour au château de Fontainebleau, le roi Louis-Philippe Ier appréciait de longues promenades dans la forêt, ce qui a considérablement influé sur ses différents aménagements et embellissements. De nombreuses routes sont alors ouvertes pour faciliter l’accès aux hauteurs.

### Aménagements de la fontaine
En 1837, on trace la route de la Butte-à-Guay et on approche alors une fontaine au milieu de rochers, connue seulement des carriers. Le point de vue sur la vallée de la Seine en face et ses ressources hydrauliques lui valent des aménagements, pour lesquels un crédit est ouvert. Dans un environnement aride et sauvage, sa condition lui vaut le nom de Désirée ; ce nom est également le prénom de Coralie Désirée Mas, la première femme du conservateur forestier Marrier de Boisd’hyver,,.

### Restauration
Dans le cadre de la préservation du patrimoine culturel présent dans le massif forestier de Fontainebleau, un chantier nature est organisé le 23 mai 2015 par l’Office national des forêts (ONF), en partenariat avec l’Association des amis de la forêt de Fontainebleau. L’opération a pour objectif le nettoyage et la conservation de la fontaine Désirée, avec les trois autres du sentier bleu no 2, à savoir Dorly, Isabelle et du Touring-Club.

## Structure

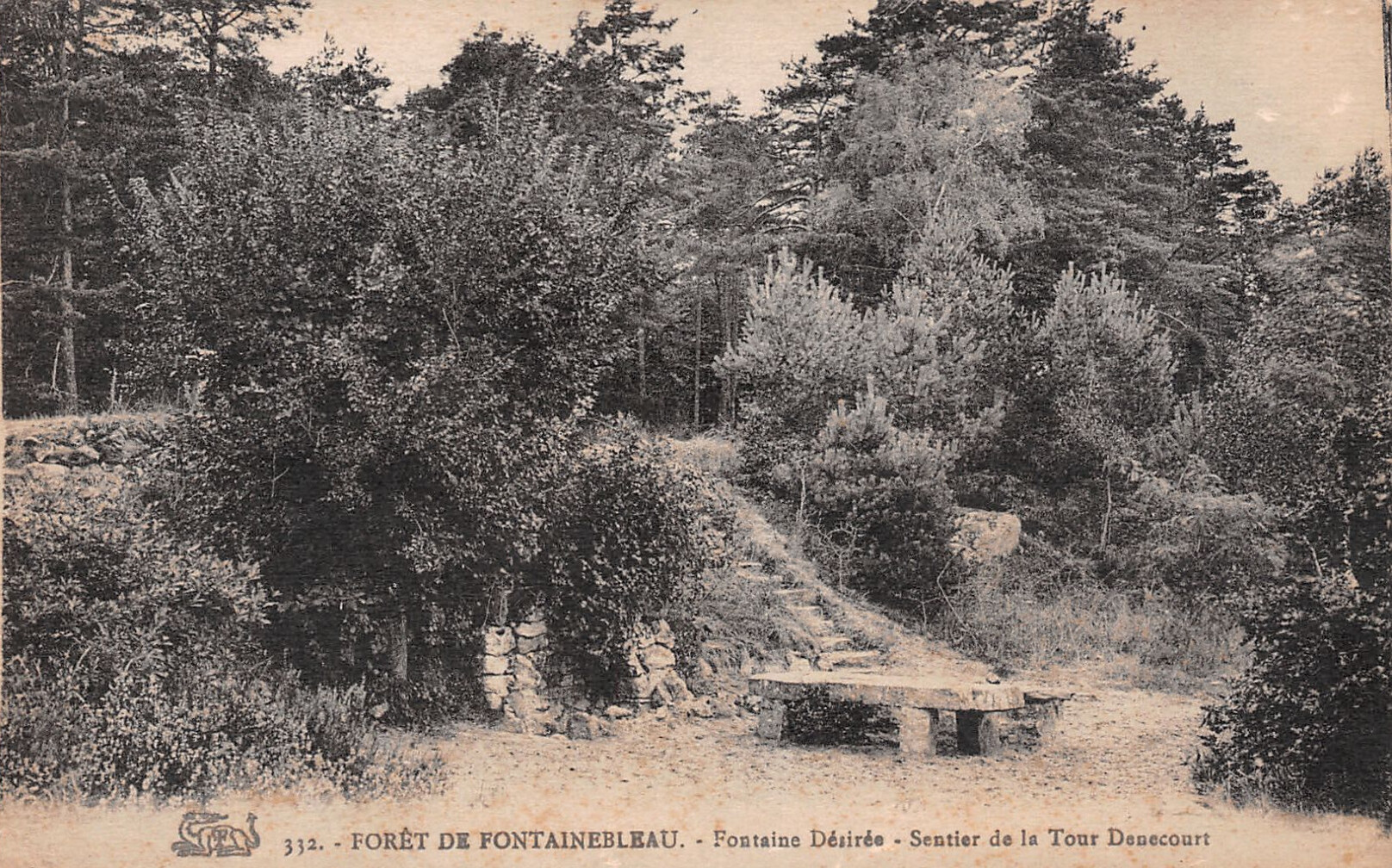
Carte postale de la fontaine et des aménagements à ses abords, au tournant du XXe siècle.

La fontaine s’inscrit dans un relief en pente et une grotte rustique. Deux petits plaques surmontent la fontaine : « 1837 - 1898 » au-dessus de « FONTAINE DESIREE ». Autour sont aménagés deux escaliers en pierre sur les côtés de la pente et une table, également en pierre, en face de la fontaine, près de laquelle s’offre un point de vue sur la forêt et les coteaux de la Seine qui en font un lieu de rendez-vous, au moins à la fin du XIXe siècle,. S’inscrivant dans une série de quatre fontaines dans la même promenade, ce sont avant tout des cuvettes aménagées dans lesquelles l’eau suinte au compte-gouttes, communément appelées les « pleurs de Fontainebleau ».

## Propriétés des eaux
En 1898, Charles Colinet note un débit de 360 L en 24 heures.

## Flore
En 1860, Adolphe Chatin fait état de plantes de l'espèce Lycopodium clavatum aux abords de la fontaine.

## Représentations culturelles

### Arts visuels
- Vue prise près la fontaine Désirée par Gabriel Prieur, exposé au Salon de peinture et de sculpture de l’année 1839[10].

### Poésie
La fontaine inspire au chef du bureau des forêts, les vers suivants :
D’Henri quatre, charmants déserts,

Du Druide, antique demeure,

Chênes brisés, pins toujours verts,

Roche qui baille ou bien qui pleure !

Si, par votre aspect enchanteur,

Ma vue est encore attirée,

L’objet qui charme seul mon cœur,

C’est la Fontaine Désirée.

Le soir, voyageur égaré,

Elle t’offre un paisible ombrage ;

Dans le jour, au pâtre altéré,

Elle procure un doux breuvage.

Dans le pur cristal de son eau,

Plus qu’une nymphe s’est mirée,

Ou grava son nom sur l’ormeau

De la Fontaine Dérisée.

### Publications générales
- [Domet 1873] Paul Domet, Histoire de la forêt de Fontainebleau, Paris, Hachette, 1873, 404 p. (lire en ligne).
- [Herbet 1903] Félix Herbet, Dictionnaire historique et artistique de la forêt de Fontainebleau : Routes, carrefours, cantons, gardes, monuments, croix, fontaines, puits, mares, environs, moulins, etc., Fontainebleau, Bourges, 1903, 522 p. (lire en ligne).

### Publications spécialisées
- [Colinet 1896] Charles Colinet, « Fontaines de la forêt », L'Abeille de Fontainebleau, Fontainebleau,‎ 8 mai - 3 juillet 1896 (ISSN 2022-7930 et 2534-059X, BNF 32680641, lire en ligne).
- [Thiry 2017] Médard Thiry, Curiosités géologiques du massif de Fontainebleau, Orléans, BRGM, 2017, 115 p., « Hydrologie des fontaines en forêt », p. 66-67.